# Back From Ashes
Back From Ashes (BFA) es una banda de rock metal de Phoenix, Arizona.
En 2007, la banda lanzaba su primer álbum Broken, y en 2010, la banda lanzó su segunda álbum 261, producido por Ryan Greene.
La banda había revisado por Muen Magazine y EGL Magazine, ganaba “Music Video of the Year” (“Video de Música del Año”) y “Producer's Choice Modern Rock Band of the Year” en el Los Ángeles/Phoenix Music Awards.

## Personnel
Jason Hobel – Vocales

Mike Butikofer – Guitarra

Anthony De Jesús – Guitarra

David Digilio – Bass

Bobby Anderson - Batería

## Discografía

### Álbumes
- 261 (2010)[1]
- Back From Ashes (EP) (2009)[9][10]
- Broken (2007)

### Sencillos
- "Point of No Return"[11]
- "Rizen" (2014)[12]
- "I Will Not Break" (2007)

### Videos
- "The Suffering Within" (2010)
- "Father Fiction" (2007)[13][14]

## Nominaciones y premios
- Ganador de 2011 Rockstar Mayhem Festival Jaegermeister Battle of the Bands[15]
- “Music Video of the Year” para "The Suffering Within" en Los Ángeles/Phoenix Music Awards  2009
- “Producer's Choice Modern Rock Band of the Year” para "The Suffering Within" en Los Ángeles/Phoenix Music Awards  2009[2]
- 2008 Star Music Awards[16]
- Desplicado en la página del frente de Rock Thiz Magazine[2]